# برتقال (نوع)

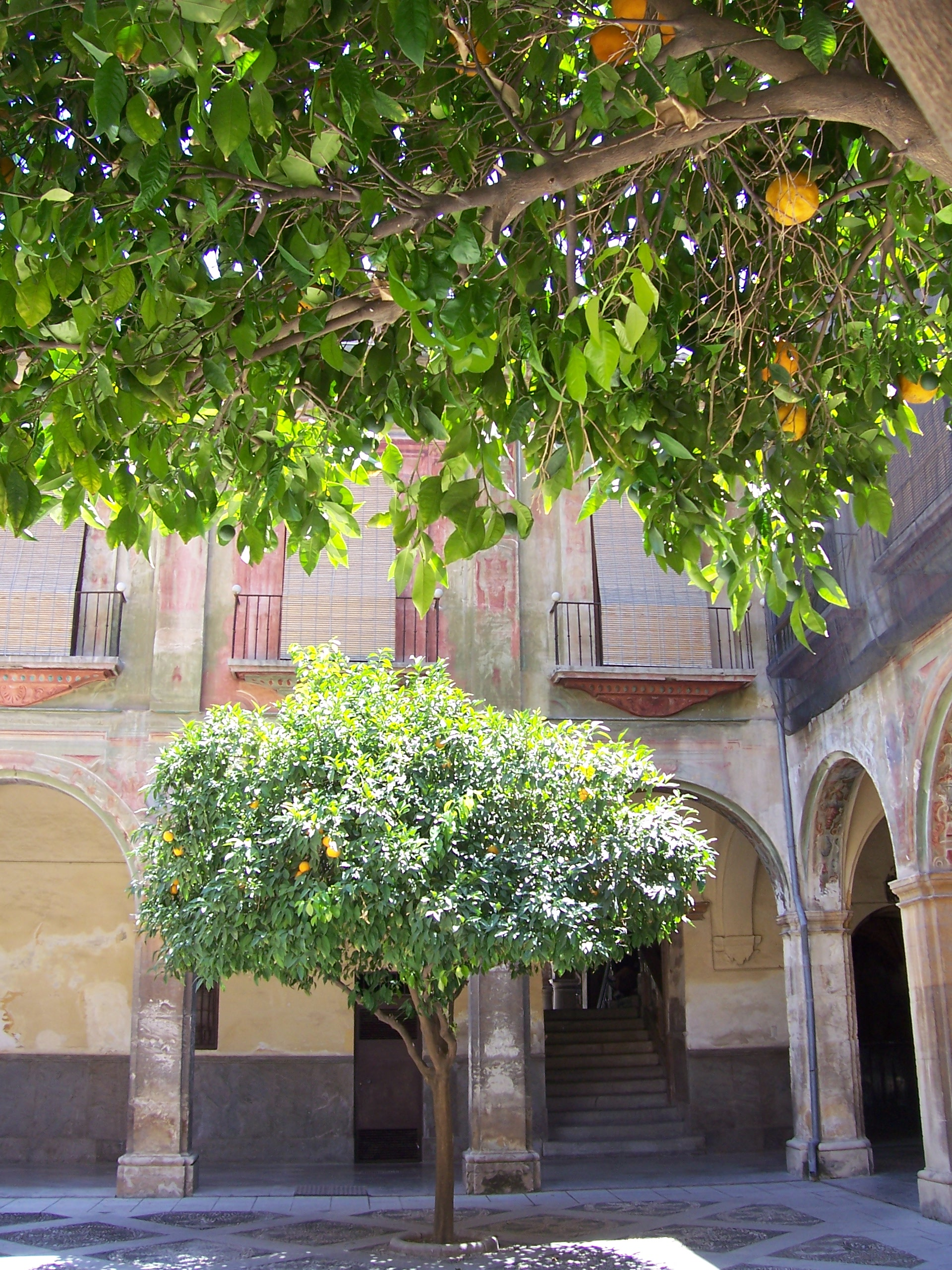
أشجار برتقال

البرتقال أو شجرة البرتقال هي شجرة مثمرة من نوع السذابيات، وتنتج فاكهة البرتقال.
أحسن المناطق لنمو أشجار البرتقال هي المناطق شبه الاستوائية والمعتدلة الدافئة حيث يتوفر موسم لطيف البرودة مثل دول حوض البحر الأبيض المتوسط. ويمكن زراعة البرتقال في المناطق المعتدلة ولكن في بيوت زجاجية ضخمة لتتسع الشجر المنتج للثمار.

## الزراعة
شجرة البرتقال من النباتات دائمة الخضرة وتستطيع بلوغ ارتفاع عشر أمتار. أما أغصانها فتحمل أوراقا يتراوح طولها بين 4 و 10سم. أصل النبات من جنوب شرق آسيا (الهند أو الفيتنام أو الصين). وإضافة لفاكهة البرتقال التي تطرحها الشجرة في فترة الشتاء، يستغل الإنسان أوراقها في إنتاج ماء الزهر.
معظم أشجار البرتقال تزرع من البراعم في مشاتل زراعية خاصة. حيث تقطع البراعم من الأشجار التي تنتج مختلف الأنواع المطلوبة من البرتقال ثم تطعم بها شجيرات صغيرة تسمى المشتلات. وتنقل أشجار البرتقال إلى البساتين بعد عملية التطعيم بفترة تتراوح بين 6 أشهر وسنة، تبدأ بإنتاج الثمار بعد أربع سنوات. تنتج الشجرة الواحدة ما يقارب ألف ثمرة برتقال وأكثر، ويمكن أن تستمر في إنتاج البرتقال لمدة 50 سنة. و يباع حوالي ربع محصول البرتقال كفاكهة ويستخدم الباقي في الأطعمة والحلوى والمربى.
زراعة أشجار البرتقال من النشاطات الاقتصادية الهامة لعدة دول مثل الولايات المتحدة (خصوصا في ولايات : فلوريدا وكاليفورنيا) ودول حوض البحر الأبيض المتوسط وجنوب أفريقيا وأستراليا ونيوساوث ويلز.

### كيفية الزراعة
تحرث الأرض جيداً إلى عمق 35 سم ومن ثم يضاف السماد الطبيعي أو الكيميائي حسب الرغبة. وتزرع شتلات البرتقال على بعد 4 م عن بعضها أو أكثر حسب مساحة البستان. ثم يتم شق قنوات الري أو نصب أنابيب التنقيط. بعد الزرع يتم ري الشتلات بالماء ( بعد أن يقوم المزارع بتجميع التربة حول الجذور وإتمام الزرع بشكل كامل ) على أن يكون الري ببطء كيلا تنجرف النباتات. وبعد الرية الأولى يتم الري مرة كل ثلاثة أيام. يزرع البستان بالحمضيات في بداية الربيع بعد زوال برد الشتاء ويكون ذلك في العادة بين بداية آذار إلى منتصف نيسان.

## معرض صور

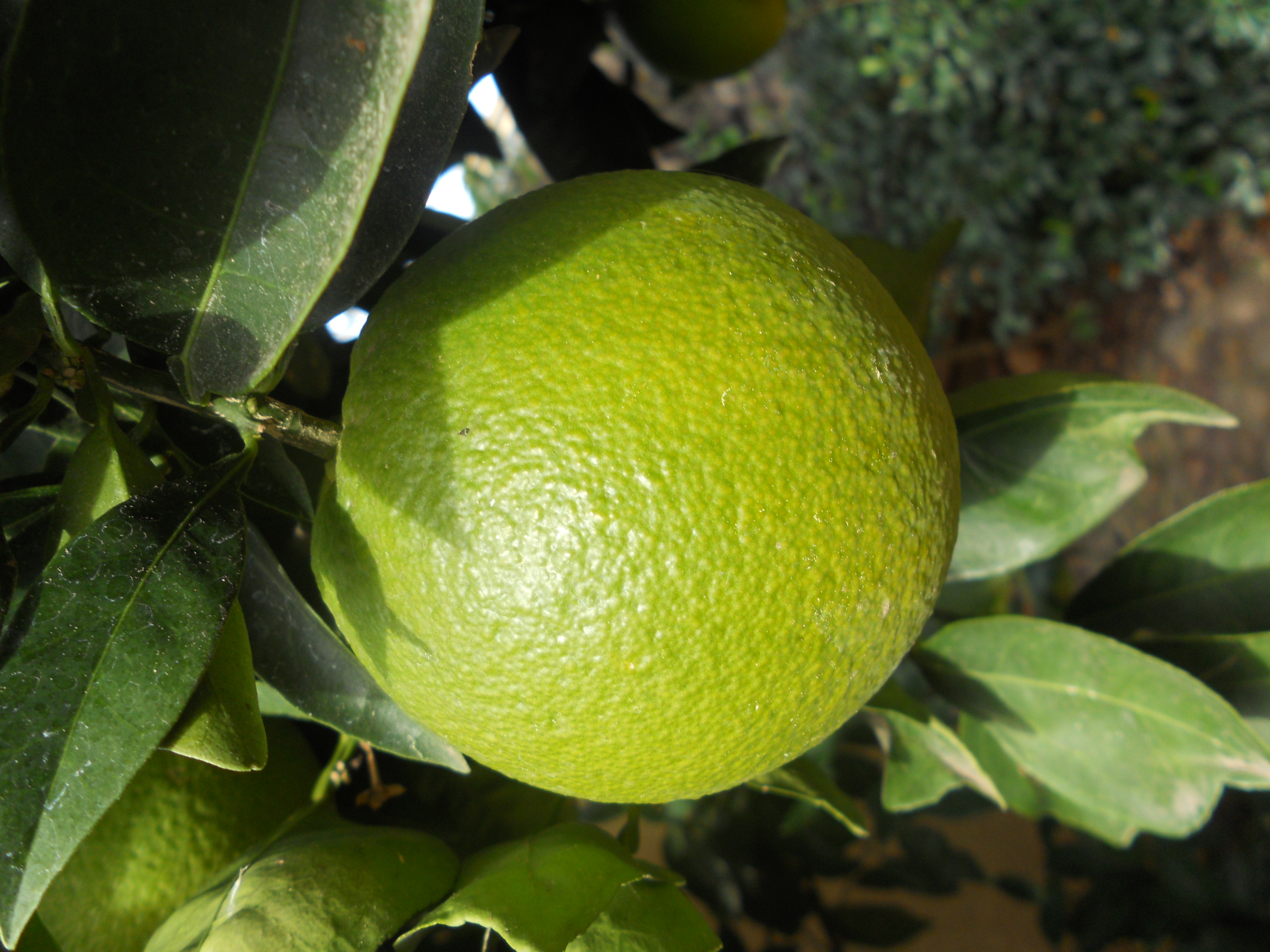
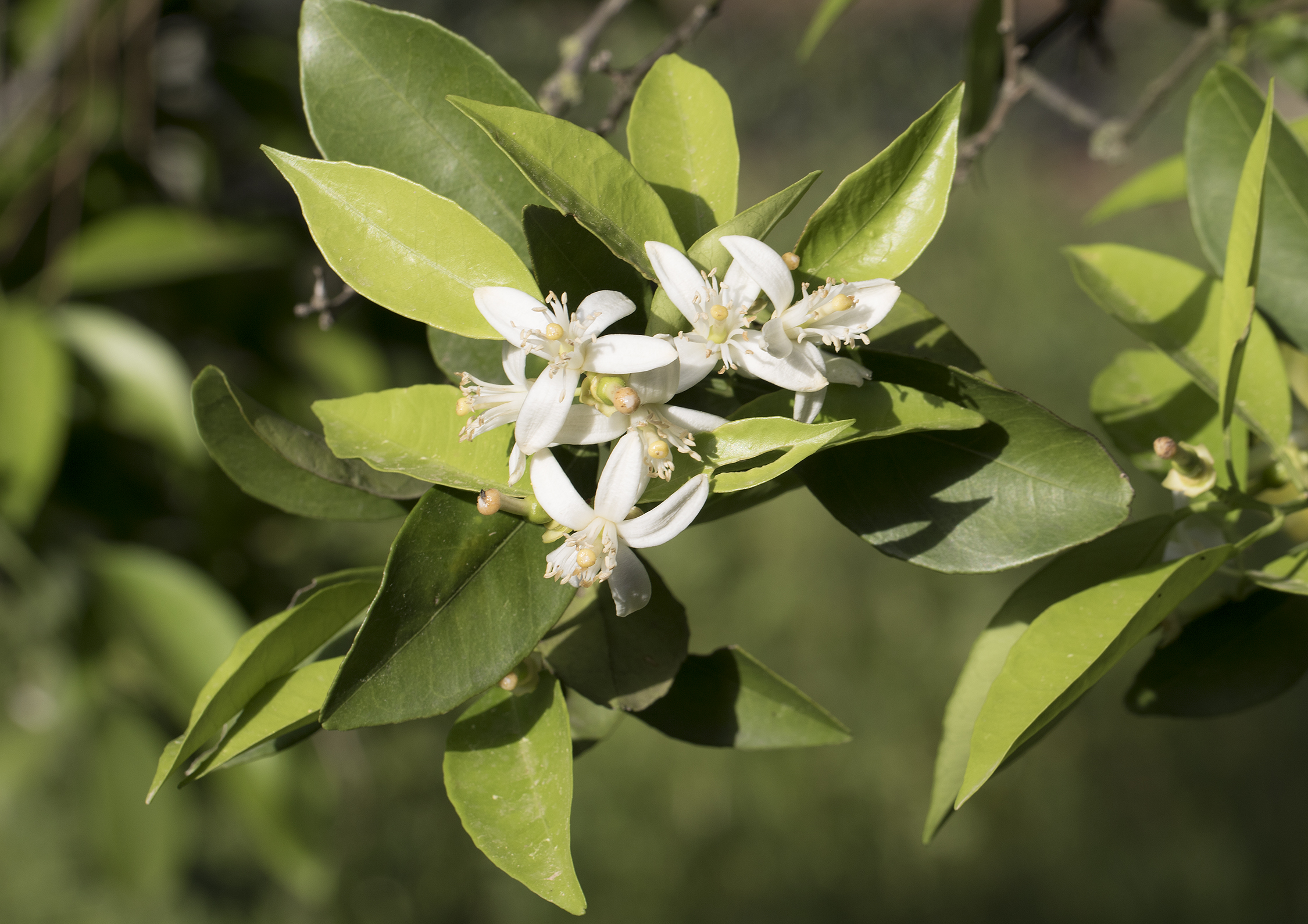
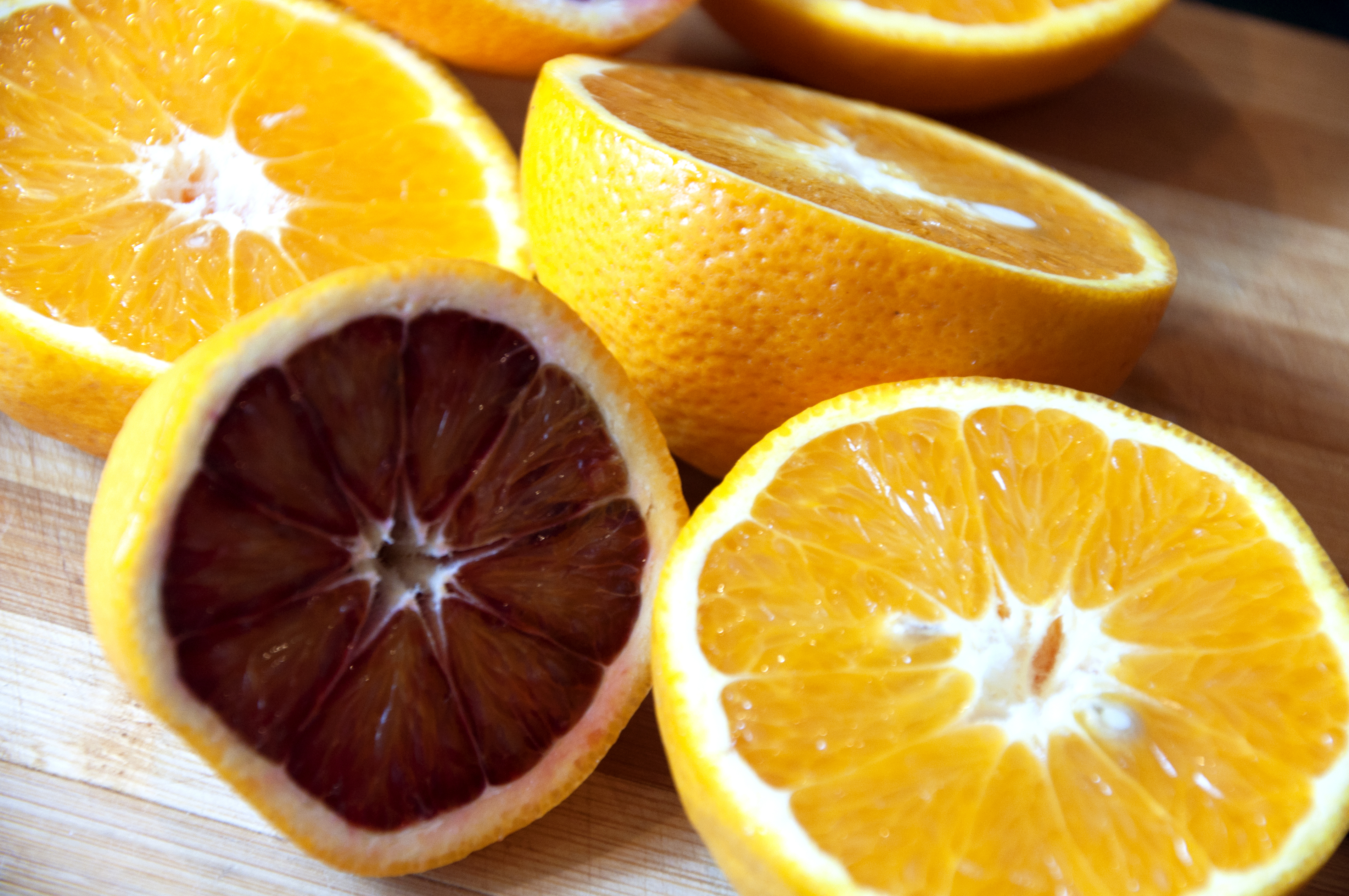
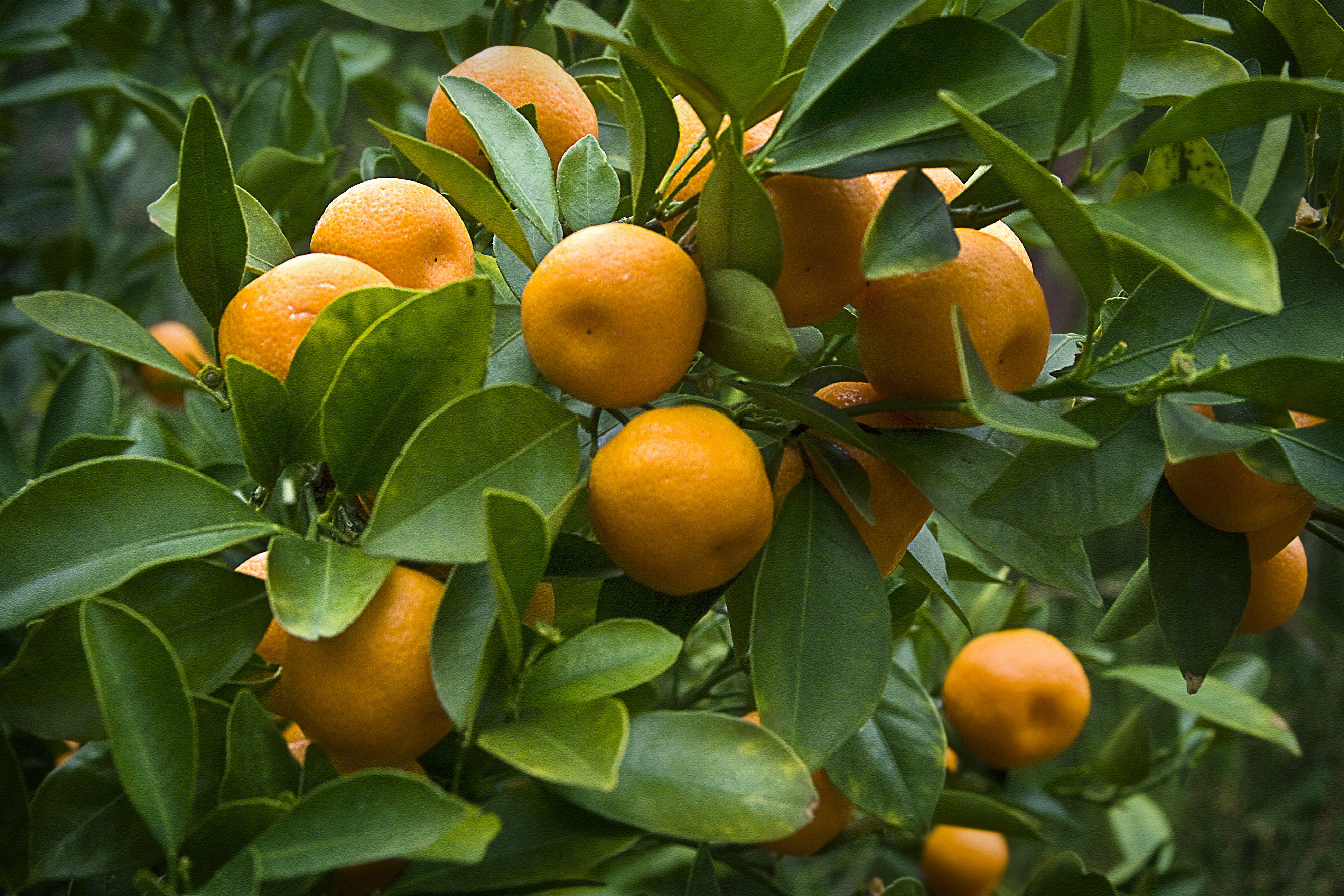
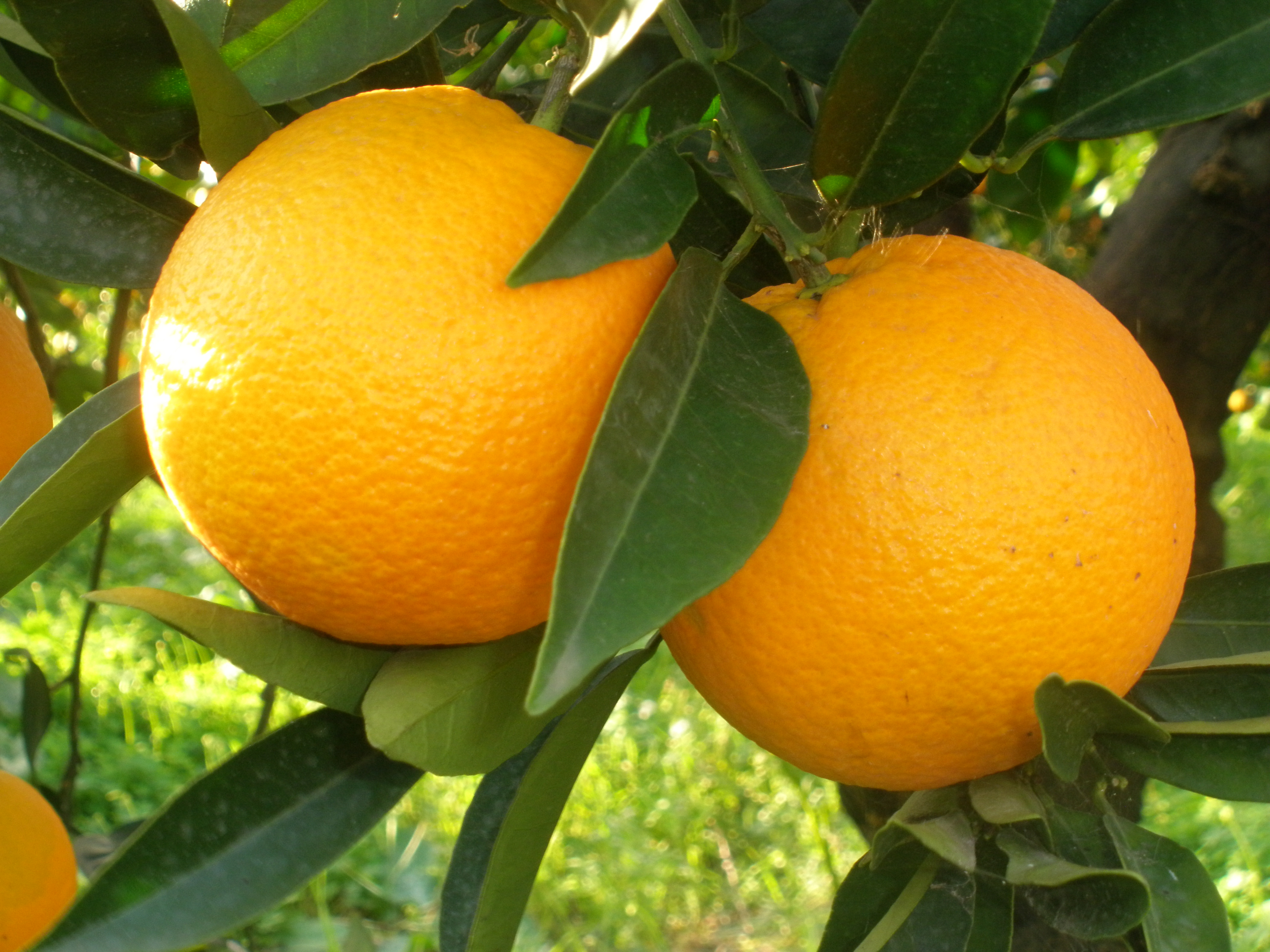
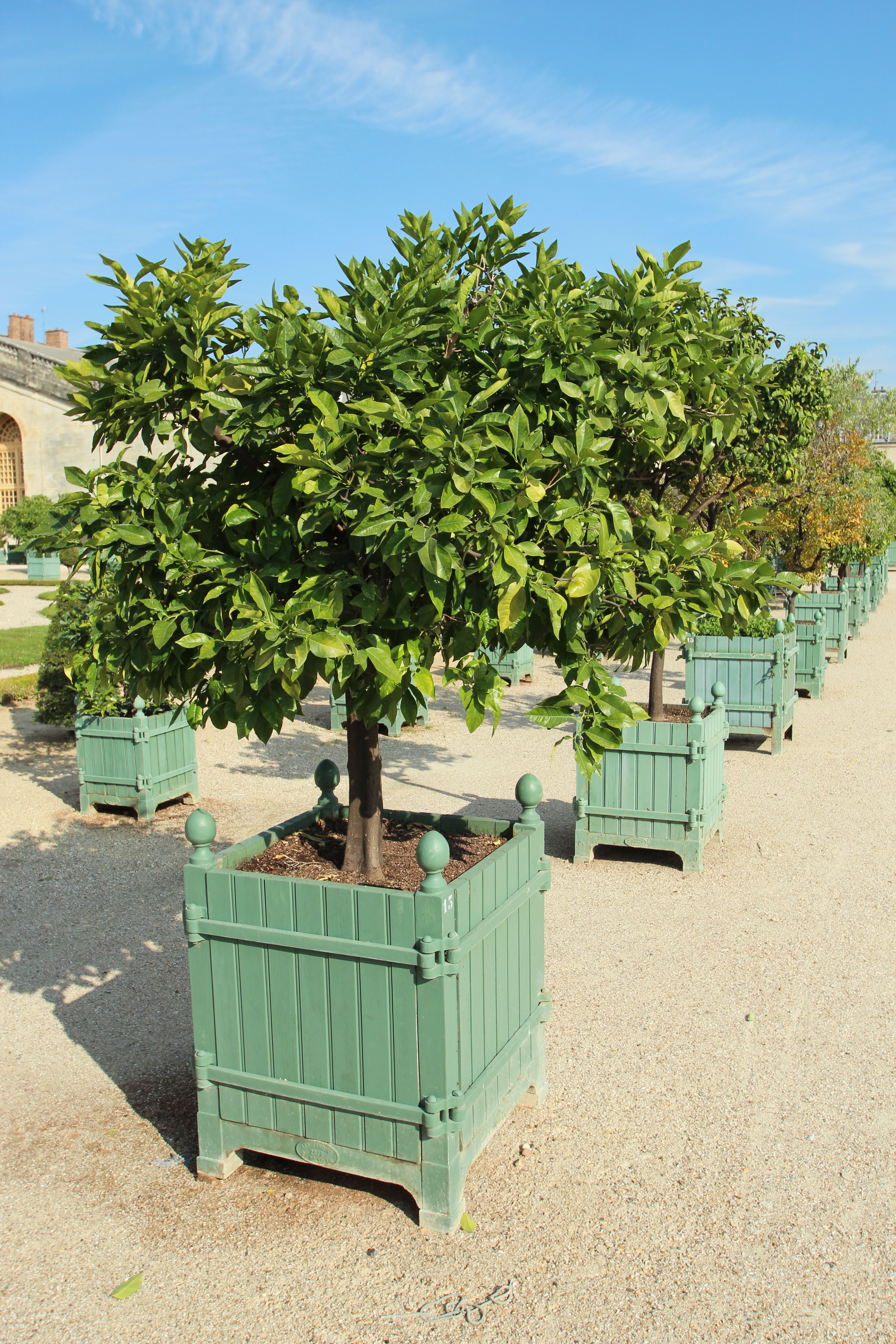